# Hornberg (schwäbisches Adelsgeschlecht)
Die Herren von Hornberg waren ein deutsches Adelsgeschlecht, das im 12. und 13. Jahrhundert bezeugt ist.

## Geschichte
Ein Gotefridus de Horimberch erschien erstmals 1123 in einer Schenkungsurkunde. Ein Gotfried von Hornberg tauchte 1140 in einer Urkunde auf. Als Zeugen einer kaiserlichen Schenkung zu Gunsten des Grafen Boppo (V.) von Lauffen sind die Brüder Beringer und Heinrich von Horemberg 1196 in 12. und letzter Reihe beurkundet, was andeutet, dass sie von niederem Adel waren. Ein Arnold von Horimberc unterzeichnete in Urkunden Kaiser Heinrichs VI. 1195 und 1196.
Da die Burg Hornberg damals im Besitz der Grafen von Lauffen war, wird angenommen, dass die Herren von Hornberg zunächst als Burgvögte von den Grafen Laufen auf Burg Hornberg eingesetzt waren. Später müssen sie in deren Besitz gelangt sein, denn 1259 verkauften die Junker von Hornberg die Burg „samt Zubehör“ (Dörfer, Güter etc.) an Bischof Heinrich von Speyer.
Mit einem Gerhardus de Horimberch hören in einer die Neckarschifffahrt betreffenden Urkunde des Grafen Boppo von Dilsberg von 1261 die Nachrichten der Herren von Hornberg auf. Zu Söhnen des Gerhardus gibt es keinerlei Hinweis. Allerdings heiratete eine Maja von Hornberg später einen Berenger von Berlichingen.
Teilweise wurde angenommen, dass die um 1238 aufgetretenen Pfauen von Hornberg, sie nannten sich später auch Horneck von Hornberg, auf die Herren von Hornberg zurückgehen, zumal sie das gleiche Wappen geführt haben sollen. Hierzu schrieb Weiprecht von Gemmingen um 1650: „… vor 400 Jahren habe auf dem Hornberg ein adelich Geschlecht gewohnt, so sich von Hornberg geschrieben, maßen ich noch etliche Brief bei Handen, darin desselben gedacht, welches aber bald hernach ausgestorben.“ Diese Briefe sind heute nicht mehr auffindbar. Allerdings tauchte ab dem 14. Jahrhundert mit Heinrich und Anton von Hornberg der Geschlechtsname erneut auf. Es mag auch sein, dass diese mit den Horneck von Hornberg in Beziehung standen und mit ihnen das Wappen teilten.